# خولیو نیوا
خولیو نیوا (پرتغالی: Júlio Neiva؛ زادهٔ ۲۸ مارس ۱۹۹۶) بازیکن فوتبال اهل پرتغال است.
وی همچنین در تیم‌های ملی فوتبال زیر 19 سال پرتغال فوریه ۲۰۱۵ بازی کرده‌است.